# Championnat des Maldives de football 2003
Navigation
Saison précédente Saison suivante
La saison 2003 du Championnat des Maldives de football est la cinquante-troisième édition du championnat national aux Maldives.
La compétition se déroule en quatre phases distinctes :
- Les championnats régionaux déterminent les équipes qualifiées pour la Dhivehi League, la poule nationale, avec 6 qualifiées pour l'atoll de Malé et 2 pour l'ensemble des autres atolls.
- Les huit formations sont regroupées au sein d'une poule unique et s'affrontent une seule fois.
- Les six meilleures équipes de la poule sont regroupées au sein d'une poule unique et s'affrontent une nouvelle fois
- Les quatre premiers disputent la phase finale nationale pour le titre de champion des Maldives, avec demi-finales et finale.

C’est le tenant du titre, Victory SC, qui est à nouveau sacré cette saison après avoir battu Club Valencia en finale. Il s'agit du huitième titre de champion des Maldives de l'histoire du club.

## Les clubs participants
| - Malé : - Victory SC - Hurriyya SC - Club Valencia - Island FC - New Radiant - Guraidhoo ZJ | - Atoll de Kelaa : - Kelaa YF - Atoll Rasdu : - Rasdhoo JU |

## Compétition
Le barème de points servant à établir le classement se décompose ainsi :
- Victoire : 3 points
- Match nul : 1 point
- Défaite : 0 point

### Dhivehi League

#### Première phase
| Rang | Équipe        | Pts | J | G | N | P | Bp | Bc | Diff |  | Résultats (▼ dom., ► ext.) | Val | Vic | Isl | Ras | NRa | Kel | Hur | Gur  |
| ---- | ------------- | --- | - | - | - | - | -- | -- | ---- |  | -------------------------- | --- | --- | --- | --- | --- | --- | --- | ---- |
| 1    | Club Valencia | 18  | 7 | 6 | 0 | 1 | 29 | 7  | +22  |  | Club Valencia              |     | 0-1 | 7-2 | 4-1 | 4-0 | 5-0 | 4-2 | 5-1  |
| 2    | Victory SCT   | 16  | 7 | 5 | 1 | 1 | 14 | 6  | +8   |  | Victory SCT                |     |     | 1-3 | 1-0 | 3-1 | 0-0 | 5-2 | 3-0  |
| 3    | Island FCC    | 12  | 7 | 4 | 0 | 3 | 26 | 12 | +14  |  | Island FCC                 |     |     |     | 0-1 | 0-2 | 9-1 | 6-0 | 6-0  |
| 4    | Rasdhoo JU    | 12  | 7 | 4 | 0 | 3 | 13 | 9  | +4   |  | Rasdhoo JU                 |     |     |     |     | 1-2 | 5-0 | 1-0 | 4-2  |
| 5    | New Radiant   | 12  | 7 | 4 | 0 | 3 | 13 | 12 | +1   |  | New Radiant                |     |     |     |     |     | 0-2 | 6-2 | 2-0  |
| 6    | Kelaa YF      | 7   | 7 | 2 | 1 | 4 | 9  | 28 | -19  |  | Kelaa YF                   |     |     |     |     |     |     | 1-7 | 5-2  |
| 7    | Hurriyya SC   | 6   | 7 | 2 | 0 | 5 | 23 | 25 | -2   |  | Hurriyya SC                |     |     |     |     |     |     |     | 10-2 |
| 8    | Guraidhoo ZJ  | 0   | 7 | 0 | 0 | 7 | 7  | 35 | -28  |  | Guraidhoo ZJ               |     |     |     |     |     |     |     |      |

|  | Qualification pour la seconde phase                        |
|  | T : Tenant du titre C : Vainqueur de la Coupe des Maldives |

#### Seconde phase
| Rang | Équipe        | Pts | J  | G | N | P | Bp | Bc | Diff |  | Résultats (▼ dom., ► ext.) | Val | Vic | Isl | NRa | Ras | Kel |
| ---- | ------------- | --- | -- | - | - | - | -- | -- | ---- |  | -------------------------- | --- | --- | --- | --- | --- | --- |
| 1    | Club Valencia | 29  | 12 | 9 | 2 | 1 | 41 | 13 | +28  |  | Club Valencia              |     | 2-1 | 2-2 | 2-2 | 2-0 | 4-1 |
| 2    | Victory SCT   | 25  | 12 | 8 | 1 | 3 | 25 | 12 | +13  |  | Victory SCT                |     |     | 1-3 | 2-1 | 2-0 | 5-0 |
| 3    | Island FCC    | 22  | 12 | 7 | 1 | 4 | 39 | 19 | +20  |  | Island FCC                 |     |     |     | 2-3 | 1-0 | 5-1 |
| 4    | New Radiant   | 22  | 12 | 7 | 1 | 4 | 24 | 18 | +6   |  | New Radiant                |     |     |     |     | 3-0 | 2-0 |
| 5    | Rasdhoo ZJ    | 12  | 12 | 4 | 0 | 8 | 14 | 20 | -6   |  | Rasdhoo ZJ                 |     |     |     |     |     | 1-3 |
| 6    | Kelaa YF      | 10  | 12 | 3 | 1 | 8 | 14 | 45 | -31  |  | Kelaa YF                   |     |     |     |     |     |     |

|  | Qualification pour la Coupe de l'AFC 2004 et pour la phase finale |
|  | Qualification pour la phase finale                                |
|  | T : Tenant du titre C : Vainqueur de la Coupe des Maldives        |

### Phase finale
|  | Demi-finales   | Demi-finales   | Demi-finales   |  |   | Finale de repêchage | Finale de repêchage | Finale de repêchage |   |               | Grande finale   | Grande finale   | Grande finale   |
|  |                |                |                |  |   |                     |                     |                     |   |               |                 |                 |                 |
|  | 3 octobre 2003 |                |                |  |   |                     |                     |                     |   |               |                 |                 |                 |
|  | 1              | Club Valencia  | 3              |  |   |                     |                     |                     |   |               | 10 octobre 2003 | 10 octobre 2003 | 10 octobre 2003 |
|  | 2              | Victory SC     | 1              |  |   | 6 octobre 2003      | 6 octobre 2003      | 6 octobre 2003      |   |               | 2               | Victory SC      | 2               |
|  |                |                |                |  | 2 | Victory SC          | 2                   |                     | 1 | Club Valencia | 1               |                 |                 |
|  | 3 octobre 2003 | 3 octobre 2003 | 3 octobre 2003 |  | 4 | New Radiant         | 0                   |                     |   |               |                 |                 |                 |
|  | 4              | New Radiant    | 1              |  |   |                     |                     |                     |   |               |                 |                 |                 |
|  | 3              | Island FC      | 0              |  |   |                     |                     |                     |   |               |                 |                 |                 |

## Bilan de la saison
| Championnat des Maldives de football 2003 |                       |
| Champion                                  | Victory SC (8e titre) |
| Coupes et trophées                        |                       |
| Vainqueur de la Coupe des Maldives 2003   | Island FC             |
| Qualifications continentales              |                       |
| Coupe de l'AFC 2004                       | Club Valencia         |
| Coupe de l'AFC 2004                       | Island FC             |
| Promotions et relégations                 |                       |
| Promus en Dhivehi League                  | Aucun                 |
| Relégués                                  | Aucun                 |